# De divina proportione

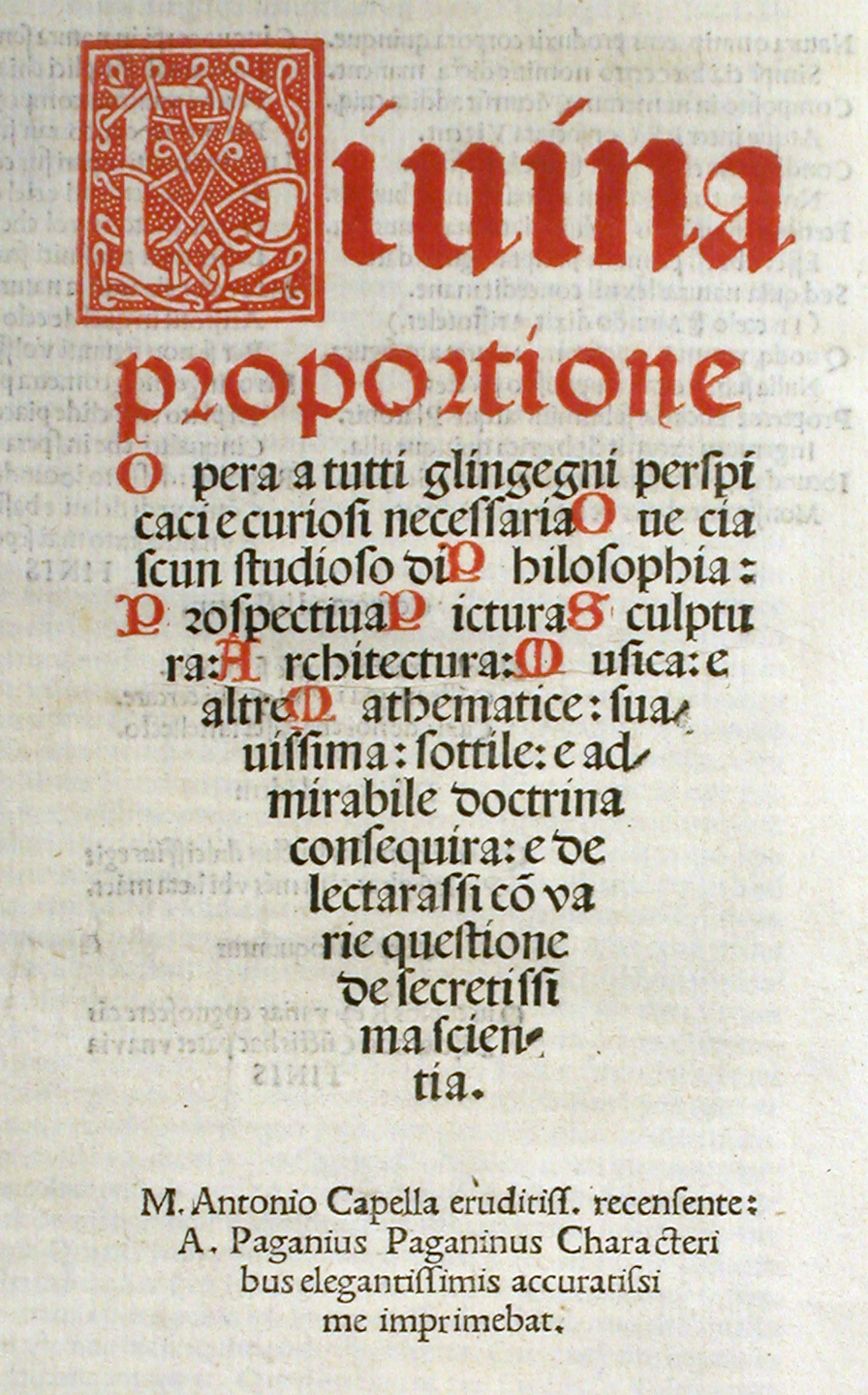
Portada de la edición hecha en Venecia en 1509, obra de Paganino Paganini.

De divina proportione, también conocido como  Sobre la proporción divina, es un libro sobre matemáticas escrito por Luca Pacioli e ilustrado por Leonardo da Vinci compuesto alrededor de 1498 en Milán y publicado por primera vez en 1509. Su tema era proporciones matemáticas — el título se refiere a la proporción áurea — y sus aplicaciones a la geometría, al arte visual mediante la perspectiva y a la arquitectura. La claridad del material escrito y los excelentes diagramas de Leonardo ayudaron al libro a lograr un impacto más allá de los círculos matemáticos, y a popularizar conceptos e imágenes geométricas contemporáneos.

## Contenido del libro

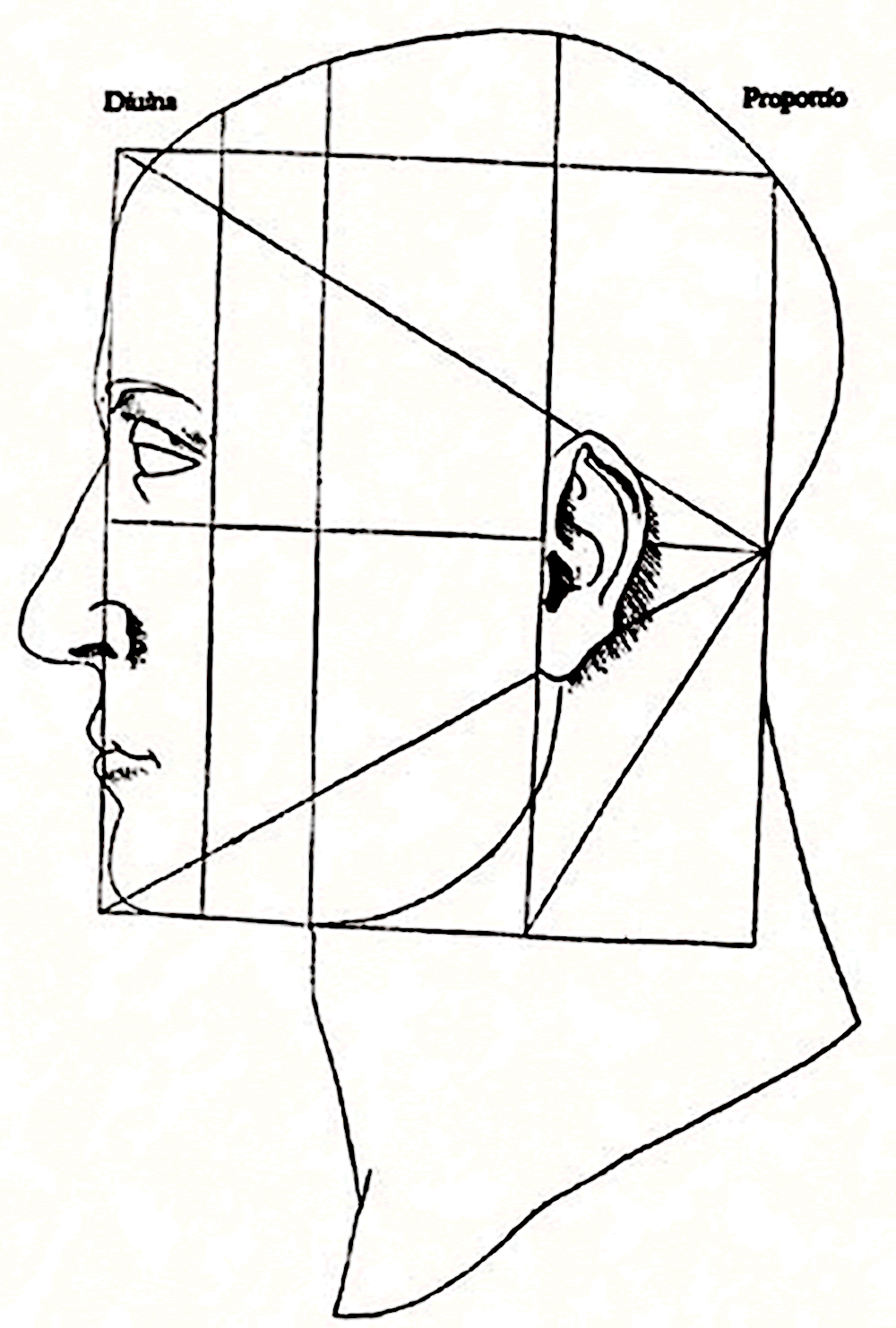
Grabado en madera que ilustra las proporciones del rostro humano. Téngase en cuenta que a pesar de la etiqueta en la imagen, las líneas dibujadas se relacionan con el sistema de enteros de Vitruvio y no se corresponden de manera alguna con la proporción áurea.

El libro consta de tres manuscritos separados, en los que Pacioli trabajó entre 1496 y 1498.

### Compendio divina proportione
La primera parte, Compendio divina proportione o «Compendio sobre la proporción divina», estudia la proporción áurea desde una perspectiva matemática siguiendo el trabajo relevante de Euclides y explora sus aplicaciones a varias artes, en setenta y un capítulos. También contiene un discurso sobre los  poliedros regulares y semirregulares, así como una discusión sobre el uso de la perspectiva geométrica por pintores como Piero della Francesca, Melozzo da Forlì y Marco Palmezzano.

### Trattato dell'architettura
La segunda parte, Trattato dell'architettura o  «Tratado de la arquitectura» , discute en veinte capítulos las ideas de Vitruvio sobre la aplicación de las matemáticas a la arquitectura expuestas en su obra De architectura. El texto compara las proporciones del cuerpo humano con las de las estructuras artificiales, con ejemplos de la arquitectura grecorromana clásica.

### Libellus in tres partiales divisus
La tercera parte, Libellus in tres partiales divisus o «Librito dividido en tres partes», es principalmente una traducción italiana de las obras en latín de Piero della Francesca sobre los cinco sólidos regulares (Libellus de quinque corporibus regularibus (Librito de los cinco sólidos regulares) y ejemplos matemáticos. En 1550, Giorgio Vasari escribió una biografía de Piero Della Francesca en la que acusaba de plagio a Pacioli y afirmaba que éste había robado a Della Francesca el trabajo sobre la perspectiva, la aritmética y la geometría.

### Ilustraciones

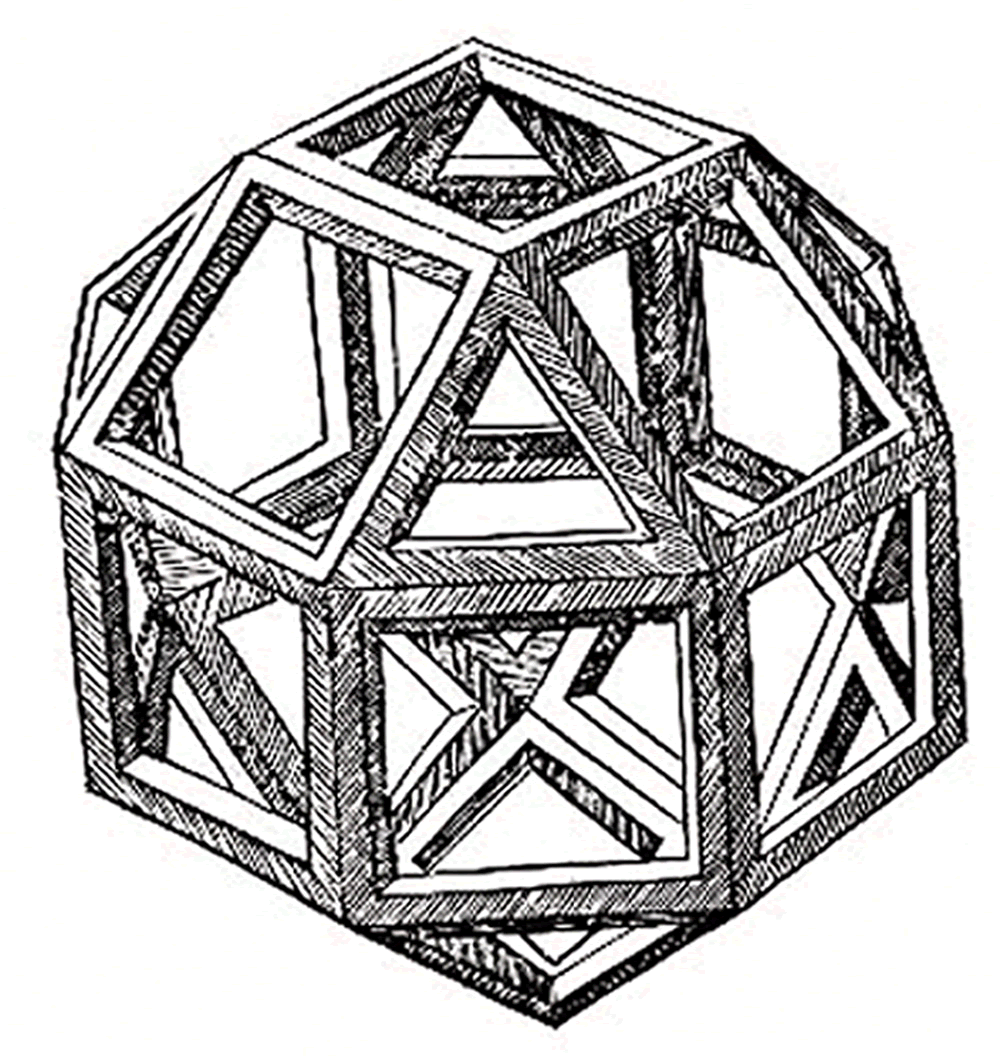
La primera ilustración impresa de un rombicuboctaedro, obra de Leonardo da Vinci.

Después de estas tres partes, se adjuntan dos secciones de ilustraciones: la primera muestra veintitrés letras mayúsculas dibujadas por Pacioli con una regla y un compás; y la segunda, unas sesenta ilustraciones en talla de madera que toman como ejemplo los dibujos de Leonardo. Da Vinci dibujó las ilustraciones de los sólidos regulares mientras vivía y tomó lecciones de matemáticas de Pacioli. Los dibujos de Leonardo son probablemente las primeras ilustraciones de sólidos esqueléticos que permiten una fácil distinción entre la parte frontal y la dorsal.

## Historia
Pacioli (fraile franciscano, matemático, contador y economista) produjo tres manuscritos del tratado por diferentes amanuenses. Dio la primera copia con una dedicatoria al duque de Milán Ludovico el Moro; este manuscrito se conserva en Suiza en la Biblioteca de Ginebra. Una segunda copia fue donada a Galeazzo Sanseverino y ahora descansa en la Biblioteca Ambrosiana, en Milán. El tercero, que se ha perdido, fue dado a Pier Soderini, confaloniero de Florencia. El 1 de junio de 1509, la primera edición impresa fue publicada en Venecia por Paganino Paganini; desde entonces ha sido reimpreso varias veces.

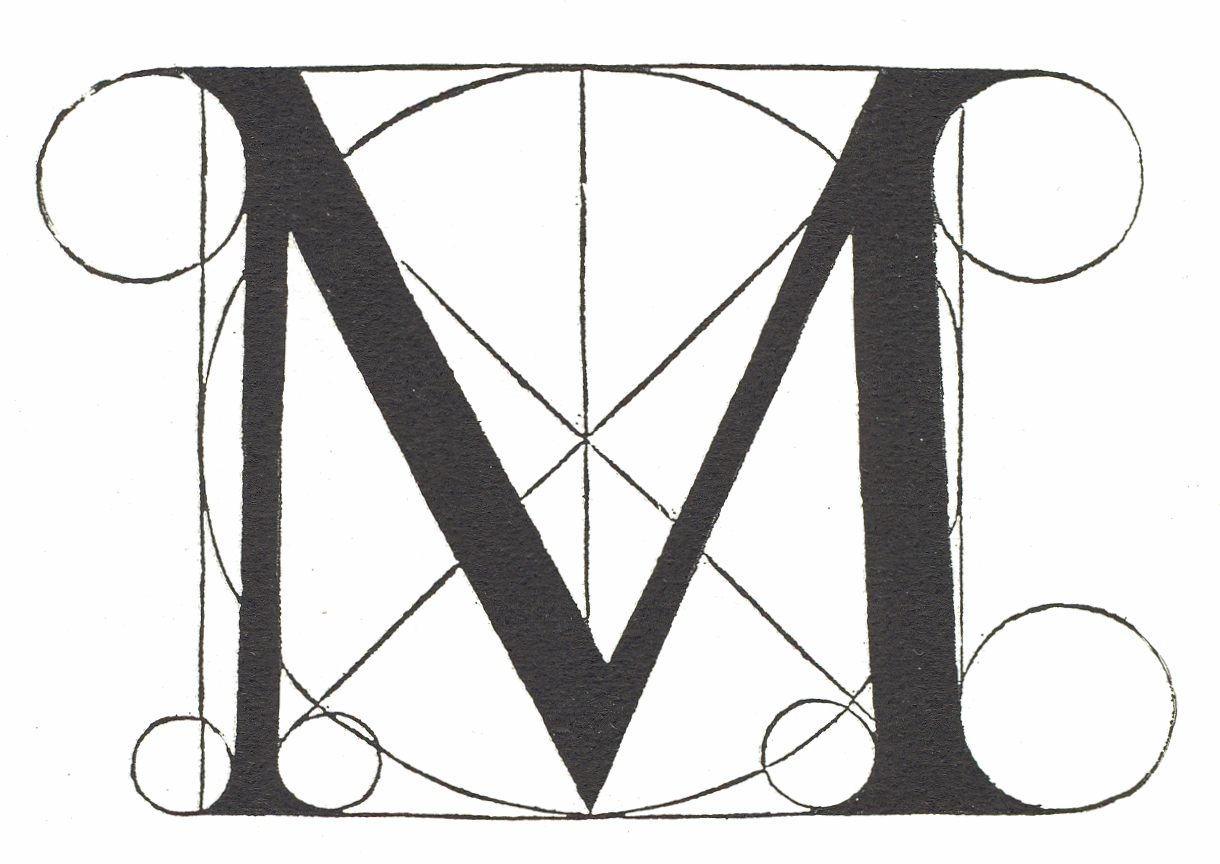
Letra arquitectónica 'M'

El libro se exhibió junto con el Códice Atlántico de Leonardo como parte de una exposición que tuvo lugar en Milán desde octubre del 2005 hasta octubre del 2006. El estilo de la letra eme utilizado por el Museo Metropolitano de Arte de Nueva York en su logotipo es resultado de modificación de uno de los de la obra De divina proportione.